# Henri Verhavert
Henri William Joseph Verhavert (ur. 8 września 1874 w Schaerbeek, zm. 9 sierpnia 1955 w Woluwe-Saint-Lambert) – belgijski gimnastyk, medalista olimpijski.
W 1920 r. reprezentował barwy Belgii na letnich igrzyskach olimpijskich w Antwerpii, zdobywając brązowy medal w ćwiczeniach z przyrządem drużynowo. 